# Río Grande Review
Río Grande Review (Rio Grande Review o RGR) es una revista bilingüe (español e Inglés),  literaria y cultural, fundada en septiembre de 1981 en El Paso, Texas. Es una de las publicaciones emblemáticas de la Universidad de Texas en El Paso. Es editada por los estudiantes del programa de Escrituras Creativas de la misma universidad y tiene una periodicidad de dos ediciones por año.  Hasta 2013 se han editado cuarenta ediciones de la publicación. Algunos números de la publicación han tenido temas monográficos como la violencia, la limpostura, lo Kitsch y Camp, poesía visual  y  narrativa gráfica, entre otros temas, como las ilustraciones pandémicas del escritor Fausto Padilla Morales. La revista promueve la literatura mundial y de la frontera entre México y Estados Unidos. Han sido editores de esta revista David Cruz, Daniel de los Ríos, Alaíde Ventura Medina, Terrón Holtzeimer y Germán Barrera Toro.[cita requerida]